# Rochechouart
Rochechouart é uma comuna francesa na região administrativa da Nova Aquitânia, no departamento de Alto Vienne. Estende-se por uma área de 53.88 km². Em 2010 a comuna tinha 3 819 habitantes (densidade: 70,9 hab./km²).